# Sa Torre (possessió)
Sa Torre és una destacada possessió del terme de Llucmajor, Mallorca. Està situada a la marina.

## Història
L'any 1369 la possessió era de Jaume Desportell. En la segona meitat del segle xv, era propietat de la família Santacília i tenia guardes de 1.500 ovelles i 600 cabres, que feien l'estiuada en el Teix emprant, per traslladar-les, el camí de Muntanya. Heretà la finca la neboda de Berenguer de Santacília, Margalida Net i Santacília, que es casà el 1532 amb Gaspar de Villalonga i Martí. L'any 1624 era propietat de Pere Ramon de Villalonga i Sant Martí. El 1672 es documenta l'oratori de la possessió. Ja en el segle xix, fou de Josep Francesc de Villalonga i Desbrull (1782-1834), de Jaume Joan de Villalonga i Desbrull i de Marià de Villalonga i de Togores (1811-1869), marquès de Can Desbrull; quan aquest morí, passà, en qualitat d'usdefruit, a la seva dona, Catalina de Safortesa i de Togores, coneguda amb el nom de la Gran Cristiana. En aquesta època, tenia 1.946 quarterades de superfície (1.382 ha). Fins fa pocs anys, era de Ferran de Villalonga i Truyols, marquès de Can Desbrull i dels seus germans. Recentment, s'hi ha realitzat una reforma dirigida per l'arquitecte Pere Nicolau; és la seu de l'Hotel Hilton Sa Torre Mallorca.

## Arquitectura
Les cases de Sa Torre presenten una façana principal orientada a migjorn, amb alçat de tres plantes. El cos central de l'edifici és el més antic; probablement data del segle xv, i presenta, malgrat els additaments, un aspecte de fortalesa d'on prové el nom de la finca. Aquest cos central mostra dues plantes d'alçat rematades per un parapet defensiu en el qual s'obren dues troneres. Té un portal forà d'arc rodó adovellat amb un colcador a la dreta i un pedrís a l'esquerra; el portal és coronat per un escut que representa un lleó rampant. La segona planta del cos central mostra dues finestres geminades, recuperades en la reforma de 2008; anteriorment, hi havia dues finestres rectangulars bastides on antigament hi havia les geminades ara recuperades, de les quals només es veien les marques de la part superior. En el terrat superior hi ha una espadanya amb campana, difícil de veure des de l'exterior. Els blocs laterals es construïren posteriorment; mostren grans finestres rectangulars i balconades en el pis noble i, en el porxo, a la tercera planta, hi ha finestres rectangulars atrompetades.

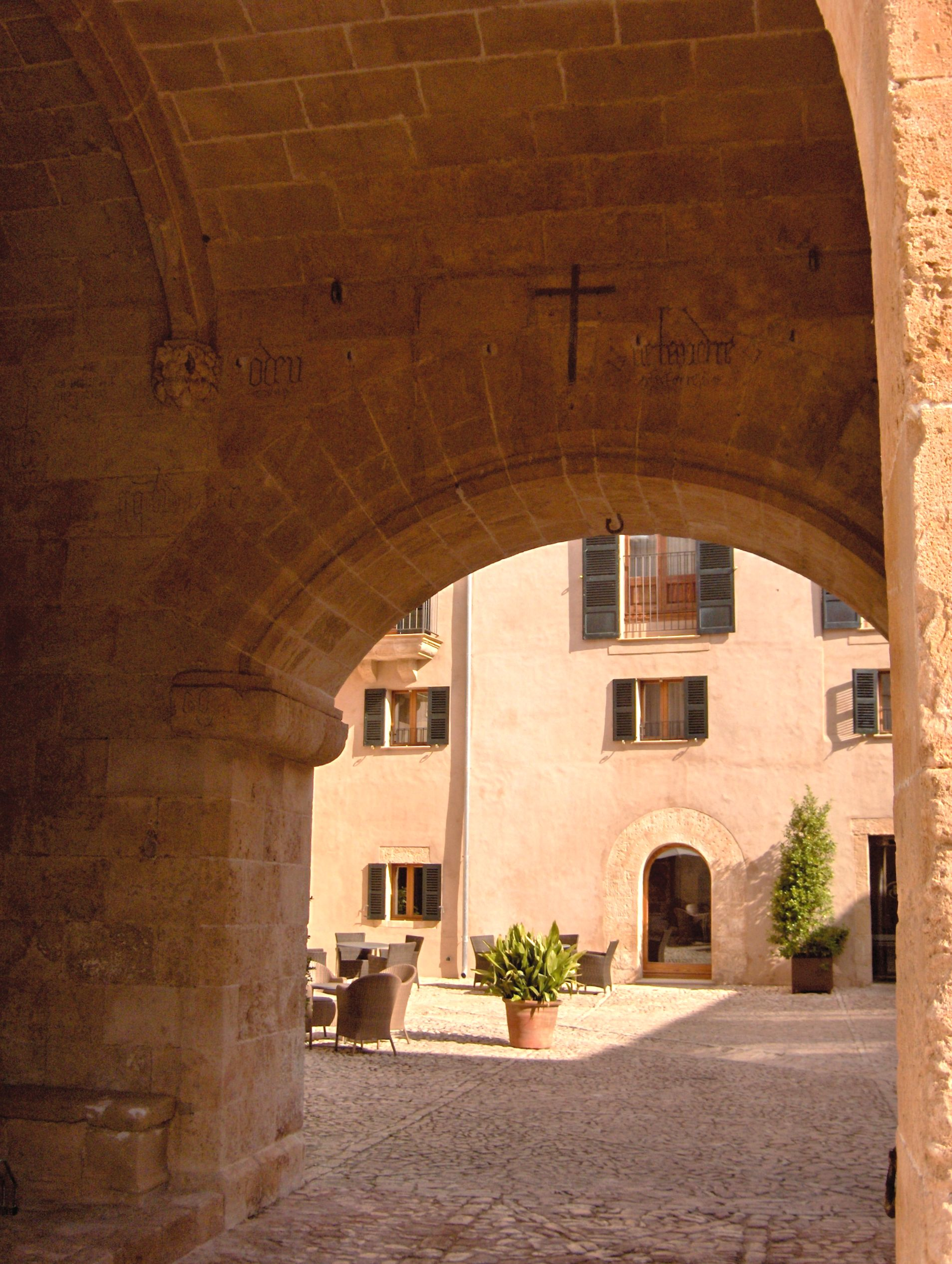
Entrada a la clastra pel vestíbul de la porta principal

La façana lateral de ponent presenta balcons als angles i un sostre amb finestres atrompetades i dues de rectangulars; també hom veu un rellotge de sol d'estil barroc.
El portal forà condueix a la clastra a partir d'un vestíbul o entrada amb sòl empedrat al centre i coberta amb tres trams transversals de volta rebaixada, separats per quatre nervadures amb mènsules d'ornamentació vegetal d'estil gòtic; el segment de la dreta mostra la coberta amb decoració en ziga-zaga. Aquesta entrada conté interessants grafits; hi ha diversos llinatges, dibuixos de vaixells i frases com “Val més morir que penar”. El nom tradicional d'aquest vestíbul és el de la Llongeta, ja que s'emprà durant segles per mesurar-hi blat. A partir d'un arc rebaixat s'arriba a clastra, que és rectangular, amb sòl emmacat, i és presidida per un coll de cisterna octogonal. Damunt la paret que de l'entrada passa a la clastra, hi ha l'escut del mateix lleó rampant del portal. Al lateral de l'esquerra de la clastra, s'hi obren dos grans arcs de mig punt; el primer apareix ornamentat amb un escut amb les armes dels Villalonga i dels Burgues; més amunt, hi ha una finestra renaixentista; aquest arc permet l'accés a un vestíbul que acull l'arrencada de l'escala; a l'esquerra, hi ha un portalet d'arc de mig punt amb un escut dels Santacília amb cartel·la renaixentista. A la dreta, l'escala puja a la planta noble; al primer replà, hi ha un portal d'estil Renaixement, amb decoració vegetal de cards als brancals i grotescos a la llinda, amb un escut dels Villalonga-Rossinyol al capdamunt, amb la data de 1737; més amunt, en la naia o replà del pis noble, hi ha un escut amb la inscripció “Gaspar de Villalonga” en un filacteri i la data de 1540. Més a l'esquerra de la naia, s'hi obre un portal d'estudi d'estil Renaixement, amb brancals de mitja canya i, a la llinda, entre grotescos, un escut d'un griu, identificable com de la família Desbrull (també podria ser Vivot).
En el mateix lateral de l'esquerra de la clastra, el segon portal, de grans dimensions i de mig punt, mostra l'escut, en marbre, dels Sureda. L'interior acollia el celler, i encara conserva una premsa d'una espiga; aquesta estança comunica amb un espai rectangular, cobert amb tres voltes d'aresta, la primera de les quals mostra la data de 1829.
Davant l'entrada principal, a l'altre extrem de la clastra, hi havia la casa dels amos; entrant a l'esquerra, un arc rebaixat conduïa a la cuina pagesa, espai avui convertit en menjador.

### La capella

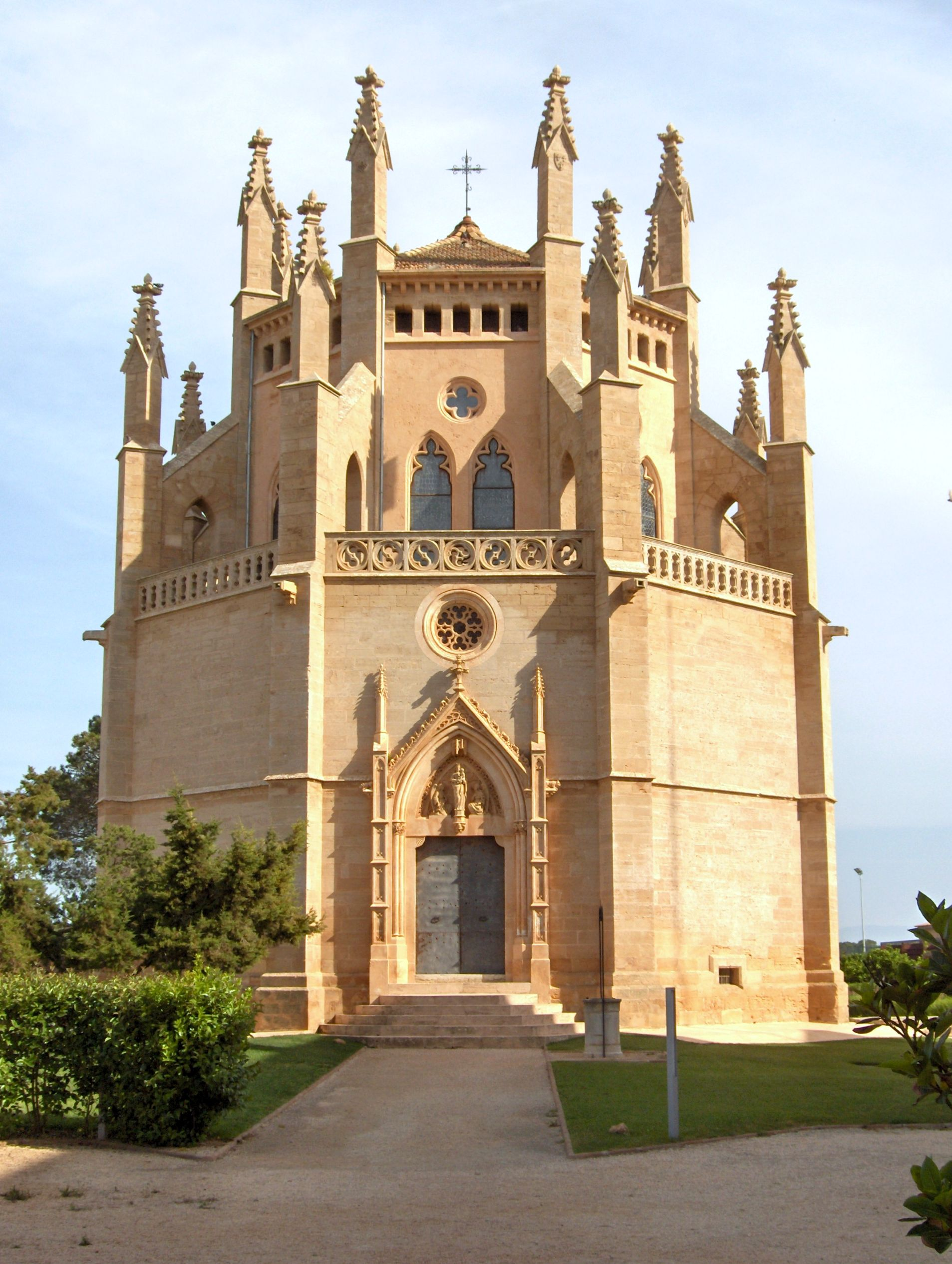
Capella

La capella és obra de l'arquitecte Bartomeu Ferrà i data del segon terç del segle xix. Tot l'edifici consisteix en una cambra vuitavada de nou metres de diàmetre exterior, de pedra de s'Àguila i des Puigderrós, possessions veïnes, assentat damunt roca maresa i prop de les cases de la possessió. Davallen a la capella cripta, en semisoterrani, des de l'entrada de la clasta, per dues escales laterals. A més de l'altar major, hi ha sis capelles amb vidrieres de colors. La volta principal està inspirada en l'església de San Juan de los Reyes, de Toledo. Al cim de la teulada, s'hi instal·là el primer parallamps d'una església a Mallorca.

### Altres construccions

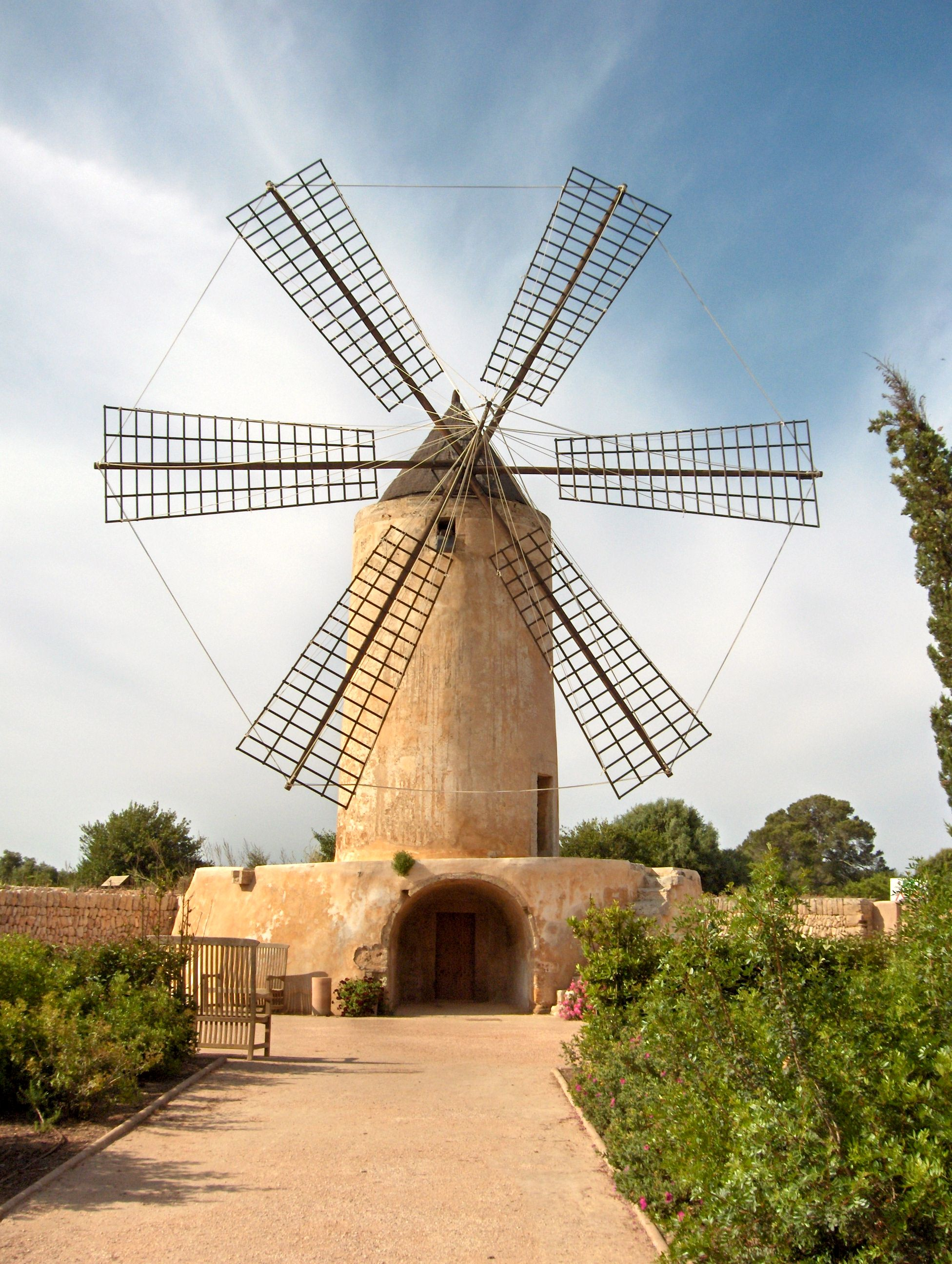
Molí fariner

El molí de vent fariner, situat davant les cases, té base en forma de cinter circular, de 3,20 m de diàmetre, amb portal d'accés rodó. La torre és de secció circular, amb portal de llinda. Té capell cònic i conserva les peces de la maquinària. Les antenes han estat restaurades.
Davant les cases, s'estén l'ampla quintana. Vora la carretera, a l'entrada del recinte, a l'esquerra del portell es pot observar les dues parets de pedra seca, paral·leles, que eren l'aprés per a munyir les ovelles. Més a llevant de les cases, un gran edifici rectangular de dos aiguavessos acollia els sestadors; té el nom de ses Bòvedes. Un arc rebaixat mostra l'escut dels Villalonga-Desbrull, amb la data de 1844. A l'esquerra, el pati, recentment enllosat, conserva un coll de cisterna.
Més endavant encara, pel camí de Llucmajor, es troba un dels aljubs més interessants dels deu que tenia la possessió de la Torre. Presenta planta rectangular, amb coberta de volta de canó rebaixada, amb carreus de marès disposats verticalment. En el lateral de llevant, hi ha un coll de cisterna de secció quadrangular i coberta plana, aixecat sobre un graó que permetia treure'n aigua, amb una pica a la vora.

## Jaciments arqueològics
A les terres de sa Torre, hi ha diversos jaciments arqueològics prehistòrics, tots aquests actualment en establits de la possessió mare.